# Santiago-Pontones
Santiago-Pontones là một đô thị trong tỉnh Jaén, Tây Ban Nha. Theo điều tra dân số 2005 (INE), đô thị này có dân số là 4131 người.
Bản mẫu:Municipalities năm Jaén
38°06′B 02°33′T / 38,1°B 2,55°T